# Gëzim Alpion
Gëzim Alpion – albański pisarz i socjolog, ekspert w dziedzinie życia Matki Teresy z Kalkuty.

## Życiorys
W 1989 roku uzyskał stopień Bachelor of Arts na Uniwersytecie Kairskim, a w 1997 roku ukończył studia doktorskie na Durham University.
W 2002 roku rozpoczął pracę wykładowcy na University of Birmingham, był następnie wykładowcą także na innych brytyjskich uczelniach, m.in. na University of Huddersfield i Sheffield Hallam University. Prowadził również wykłady i prelekcje na uczelniach amerykańskich, kanadyjskich, australijskich, rosyjskich, chińskich, indyjskich, południowoafrykańskich, niemieckich, włoskich, fińskich, macedońskich, kosowskich oraz albańskich.
Członek Max Weber Study Group of the British Sociological Association.

## Książki[5]
- Foreigner Complex (2002)[3]
- Mother Teresa: Saint or Celebrity? (2007)[3]
- Encounters With Civilisations: From Alexander the Great to Mother Teresa (2008)[3]
- If only the Dead Could Listen (2008)[3]
- Mother Teresa: The Saint and Her Nation (2020)